# Каймоновский
Каймоновский — посёлок в Нижнеилимском районе Иркутской области России. Входит в состав Видимского муниципального образования. Находится примерно в 67 км к западу от районного центра.

## Население
| 2002 | 2010 | 2011 | 2012 |
| ---- | ---- | ---- | ---- |
| 514  | ↘432 | ↘428 | ↘423 |

По данным Всероссийской переписи, в 2010 году в посёлке проживали 432 человека (230 мужчин и 202 женщины).